# 瓦利歐樂園3 不可思議的音樂盒
《瓦利歐樂園3 不可思議的音樂盒》是一款由任天堂開發第一部開發，任天堂發行在Game Boy Color的平台動作遊戲，於2000年3月21日發售。本作是瓦里奥樂園系列的第4作，與前作《瓦利歐樂園2》一樣採用不死身的玩法。
在本作的設定中，玩家需要控制瓦力欧並必須釋放一個被困在音樂盒裡的神秘人物。

## 玩法
本作的基本操作與前作《瓦利歐樂園2》相同，但部分瓦利歐的動作在初始狀態下不可使用，必須通過獲取特定寶物來逐漸增加特定動作。此外，即使受到傷害，瓦利歐也不會再掉落硬幣。
和前作一樣，瓦利歐是「不死身」的，即使他在正常的首腦戰中輸了，也只會被踢出局。由於劇情的原因，只有最終首領戰才會有遊戲結束，所以在遊戲結束演示中你可以看到瓦利歐打呼嚕睡著了。

## 劇情
有一天，瓦利歐乘坐一架螺旋槳飛機飛行時，突然引擎故障導致他墜入森林。在森林中漫步時，瓦利歐到達了一個洞穴，在那裡他發現了一個形狀神秘的音樂盒。當瓦利歐轉動螺絲時，音樂盒突然開始發光，他被消失在光芒中。
不知不覺中，瓦利歐已經被傳送到了一座神秘的神殿裹。正當瓦利歐等著自己是否醒來時，旁邊的石像突然開口說話了。這是一個在音樂盒內創造的和平世界，祂是音樂盒的守護神，卻被突然出現並控制世界邪惡之人的力量封印在石像中。祂亦承諾如果封印被打破，不僅會讓你回到原來的世界，還會交出祂在過程中所獲得的所有寶藏。瓦利歐欣然接受了這個請求，並踏上了尋找五個被封印音樂盒的冒險之旅。

## 評價
《瓦利歐樂園3 不可思議的音樂盒》獲得了非常積極的評價。根據15間遊戲媒體綜合評論，它在GameRankings上的總得分為90.00%，成為瓦利歐系列中評分最高的遊戲。